# Љубинка Николић
Љубинка Николић (Београд, 1964) српски је геолог и географ који је изабран да буде део пројекта Mars One. Она је, заједно са још 99 кандидата, ушла у ужи избор као један од првих људи који би слетели на Марс. Она верује да ће „Црвена планета бити следећи дом човечанства”.

## Биографија
Рођена је 1964. у Београду, где је дипломирала геологију на Рударском-геолошком факултету. Магистрирала је географију на Хантер колеџу у Њујорку и унутрашњи дизајн у Фиренци.